# La Légende de Aang : le dernier maître de l'air
Pour plus de détails, voir Fiche technique et Distribution.
La Légende d'Aang : Le dernier maître de l'air (The Legend of Aang: The Last Airbender) est un film d'animation américain réalisé par Lauren Montgomery et William Mata et dont la sortie est prévue en 2026. Il s'agit de la suite de la série télévisée d'animation de Nickelodeon, Avatar, le dernier maître de l'air (2005-2008), ainsi que de la première production d'Avatar Studios (en). Le film met en vedette les voix de Dave Bautista, Eric Nam, Dionne Quan, Jessica Matten et Román Zaragoza. Il suit les aventures des personnages principaux de la série dans leurs années de jeunes adultes.
Le film est annoncé en février 2021, parallèlement à la création des studios Avatar Studios, une nouvelle division de Nickelodeon dédiée à la création de projets se déroulant dans l'univers de la franchise Avatar, le dernier maître de l'air. Le film est produit par Latifa Ouaou et Maryann Garger et est produit par les créateurs de la série originale, Michael DiMartino et Bryan Konietzko.

## Synopsis
Des années après les évènements d'Avatar, le dernier maître de l'air les personnages sont désormais de jeunes adultes,,.

## Fiche technique
- Date de sortie : 
  - France : 7 octobre 2026[4] Date sujette à modification

## Distribution
- Dave Bautista : méchant du film[5]
- Eric Nam : Aang[5]
- Steven Yeun : Zuko
- Dionne Quan : Toph Beifong[5]
- Jessica Matten : Katara[5]
- Román Zaragoza : Sokka[5]

## Production

### Genèse et développement
En 2018, Netflix annonce qu'un remake en prise de vues réelles de la série d'animation Avatar, le dernier maître de l'air (2005-08) devait entrer en production en 2019. Les créateurs de la série originale, Michael Dante DiMartino et Bryan Konietzko, initialement annoncés comme producteurs exécutifs et showrunners, quittent la série en juin 2020 en raison de différents créatifs. La même année, Nickelodeon accordé une licence à Netflix pour la série The Last Airbender ainsi que pour La Légende de Korra (2012-2014), ce qui a entraîné un regain de popularité pour les deux séries.
En juin 2022, il est annoncé que Lauren Montgomery, artiste de storyboard sur la série originale et productrice superviseure de La Légende de Korra, occupera le poste de réalisatrice. En juillet 2022, Janet Varney — qui prête sa voix à Korra — révèle que l'intrigue du film tournera autour des personnages de la série originale. Un aperçu du film est dévoilé  en avril 2023 lors de la présentation à la CinemaCon de Paramount Pictures. Il confirme que le film suivra les personnages devenus de jeunes adultes. En avril 2024, il est annoncé que William Mata occuperait le poste de coréalisateur, aux côtés de Montgomery.

### Attribution des rôles
Lors de la CinemaCon d'avril 2024, Paramount annonce la participation d'Eric Nam dans le rôle d'Aang, Dionne Quan dans celui de Toph Beifong, Jessica Matten dans celui de Katara, Román Zaragoza dans celui de Sokka et Dave Bautista dans celui de l'antagoniste principal,.

## Sortie
La Légende de Aang : Le Dernier Maître de l'Air devrait sortir en salles le 9 octobre 2026 aux États-Unis. La sortie du film était initialement prévue pour le 10 octobre 2025, puis pour le 30 janvier 2026 avant un second report. La sortie française initialement prévue pour le 28 janvier 2026 est reportée au 7 octobre 2026.